# Peltacanthina bracteata
Peltacanthina bracteata är en tvåvingeart som beskrevs av Günther Enderlein 1924. Peltacanthina bracteata ingår i släktet Peltacanthina och familjen bredmunsflugor. Inga underarter finns listade i Catalogue of Life.